# Гродек, Ян (1870―1952)
Ян Гродек (пол. Jan Grodek; 25 июня 1870 года, Улашево близ Плоцка ― 1952 год, Варшава) ― польский фармацевт и типограф.

## Биография

### Ранние годы, образование
Ян Гродек родился в 1870 году в семье Антония и Евы Броваркувых. После окончания средней школы в Плоцке он изучал фармацевтику в Императорском Варшавском университете. В те годы жил в Краковском предместье.

### Предпринимательская деятельность
Гродек приехал в Лодзь в 1898 году из Варшавы. По всей видимости, он основал аптеку в Балутах ― квартале Лодзи и жил в городском пригороде Радогоще. Он также был владельцем магазина по продаже картин на ул. Пётрковской в Лодзи, который с 5 января 1901 года по 30 декабря 1903 года находился под художественным руководством художника Антония Щигельского. Члены семьи Гродека говорили, что он потратил много денег, управляя этим магазином. Так или иначе, сам он собрал многочисленную коллекцию картин, в том числе портретов членов его семьи, написанных лодзинскими художниками. В 1911 году он поселился на ул. Бжезинской.
21 июля 1911 года он обратился к властям за лицензией на занятие издательской деятельностью вместе с Яном Миколайтысем ― редактором газеты «Nowy Dziennik Łódzki». Он сообщил властям, что у него есть имущество ценой в 30 000 рублей: это действующая аптека в Коло и ферма площадью 24 десятины, расположенная недалеко от этого же города. Однако между ними двумя, по всей видимости, возник некий конфликт и Миколайтыс обратился с просьбой к губернатору о том, чтобы тот воспрепятствовал выдаче лицензии Гродеку, однако губернатор ему навстречу не пошёл. В начале октября того же года Гродек приобрёл активную типографию по адресу ул. Видзевская, 106а, Получив лицензию, он удалил Яна Миколайтыса из редакционной коллегии и перенёс место расположение редакции газеты на Пётрковскую. Главным редактором газеты был назначен Владислав Ратыньский, а жена Гродека, Анна, вела бухгалтерский учёт. Типография была вскоре модернизирована благодаря покупке новых станков с особыми шрифтами. 1 февраля 1912 года Гродек изменил название издания на «Gazeta Łódzka», под которым газета выходила до 1915 года, завоёвывая всё большую популярность среди жителей Лодзи. Проверка, проведенная инспекцией в 1913 году, показала, что непосредственным руководителем типографии был Зигмунт Любошицкий, в ней работало 18 человек, в том числе 4 несовершеннолетних, а печатное оборудование состояло из трех типографских станков. Помимо газеты, в типографии печатался еженедельный журнал «Śmiech» и некоторые небольшие литературные произведения. В середине 1914 года типография была перенесена на ул. Пшеязд.
Во время Первой мировой войны «Gazeta Łódzka», по мнению некоторых жителей города, выражала пропольские, а затем и прогерманские симпатии. При этом последнее обстоятельство отталкивало многих читателей, падал и тираж, и выручка с продаж. Тем не менее после разногласий с оккупационной администрацией газета была закрыта, но уже в декабре 1915 года на её месте появился «Godzina Polski» ― «Година Польши», прогерманский тон который был уже совершенно неприкрытым, за что она и получила в народе насмешливое название «gadzina Polski» ― «гадина Польши». Однако после ликвидации газеты Гродек сохранил за собой часть типографского оборудования в помещении на Пшеязде и собственными силами напечатал на нём в 1915 году значительное количество открыток. Когда он наконец совсем обанкротился в 1925 года, некоторые из его станков были куплены Ф. Рыдлевским и Р Зецером, которые основали свои собственные типографии.
После войны Ян Гродек отправился в Варшаву. С 1930 года он управлял аптекой в Верушуве, а в 1936―1945 годах ― аптекой в Нешаве.
С 1946 года он оставался в Варшаве, руководил аптекой в Отвоцке и до 1950 года ― электротехнической мастерской в Влохах. После того, как власти Польской Народной Республики национализировали его мастерскую и аптеку, он работал в государственной аптечной и фармацевтической фабриках под Варшавой.

### Профессиональная ассоциация типографов
Ян Гродек в 1907 году основал Ассоциацию владельцев типографий и литографий города Лодзи. В 1919 году он был назначен казначеем организации.

## Семья
Сын ― Анджей, учёный-экономист, библиотекарь, профессор и ректор Варшавской школы экономики в 1947–1949 годах. Также был известен как историк бумажных денег.